# Стефано Морроне
Стефано Морроне (італ. Stefano Morrone, нар. 26 жовтня 1978, Козенца) — італійський футболіст, що грав на позиції півзахисника. По завершенні ігрової кар'єри — футбольний тренер. Наразі входить до тренерського штабу клубу «Парма».
Виступав, зокрема, за клуб «Парма», а також молодіжну збірну Італії.

## Клубна кар'єра
Народився 26 жовтня 1978 року в місті Козенца. Вихованець футбольної школи клубу «Козенца». Дорослу футбольну кар'єру розпочав 1996 року в основній команді того ж клубу, в якій провів два сезони, взявши участь у 27 матчах чемпіонату.
Згодом з 1998 по 2007 рік грав у складі команд клубів «Емполі», «Лаціо», «П'яченца», «Венеція», «Козенца», «Палермо», «К'єво» та «Ліворно».
Своєю грою за останню команду привернув увагу представників тренерського штабу клубу «Парма», до складу якого приєднався 2007 року. Відіграв за пармську команду наступні шість сезонів своєї ігрової кар'єри. Більшість часу, проведеного у складі «Парми», був основним гравцем команди.
Протягом 2013—2014 років захищав кольори команди клубу «Латина».
Завершив професійну ігрову кар'єру у клубі «Піза», за команду якого виступав протягом 2014—2015 років.

## Виступи за збірну
Протягом 1998–2000 років залучався до складу молодіжної збірної Італії. На молодіжному рівні зіграв у 9 офіційних матчах.

## Кар'єра тренера
Розпочав тренерську кар'єру відразу ж по завершенні кар'єри гравця, 2015 року, увійшовши до тренерського штабу клубу «Парма». Наразі досвід тренерської роботи обмежується цим клубом, в якому Стефано Морроне працює і досі.

## Статистика виступів

### Статистика клубних виступів
| Сезон             | Команда           | Чемпіонат         | Чемпіонат | Чемпіонат | Національний кубок | Національний кубок | Національний кубок | Континентальні кубки | Континентальні кубки | Континентальні кубки | Інші змагання | Інші змагання | Інші змагання | Усього | Усього |
| Сезон             | Команда           | Ліга              | Ігор      | Голів     | Ліга               | Ігор               | Голів              | Ліга                 | Ігор                 | Голів                | Ліга          | Ігор          | Голів         | Ігор   | Голів  |
| ----------------- | ----------------- | ----------------- | --------- | --------- | ------------------ | ------------------ | ------------------ | -------------------- | -------------------- | -------------------- | ------------- | ------------- | ------------- | ------ | ------ |
| 1996–97           | «Козенца»         | B                 | 1         | 0         | КІ                 | 0                  | 0                  | -                    | -                    | -                    | -             | -             | -             | 1      | 0      |
| 1997–98           | «Козенца»         | C1                | 19        | 1         | КІ+CI-C            | 2+0                | -                  | -                    | -                    | -                    | -             | -             | -             | 21     | 1      |
| 1998-січ. 1999    | «Козенца»         | B                 | 7         | 1         | КІ                 | 4                  | 0                  | -                    | -                    | -                    | -             | -             | -             | 11     | 1      |
| січ.-черв. 1999   | «Емполі»          | A                 | 24        | 0         | КІ                 | -                  | -                  | -                    | -                    | -                    | -             | -             | -             | 24     | 0      |
| 1999–00           | «П'яченца»        | A                 | 23        | 0         | КІ                 | 4                  | 0                  | -                    | -                    | -                    | -             | -             | -             | 27     | 0      |
| 2000-січ. 2001    | «П'яченца»        | B                 | 9         | 0         | КІ                 | 2                  | 0                  | -                    | -                    | -                    | -             | -             | -             | 11     | 0      |
| Усього «П'яченца» | Усього «П'яченца» | Усього «П'яченца» | 32        | 0         |                    | 6                  | 0                  |                      | -                    | -                    |               | -             | -             | 38     | 0      |
| січ.-черв. 2001   | «Венеція»         | B                 | 13        | 1         | КІ                 | -                  | -                  | -                    | -                    | -                    | -             | -             | -             | 13     | 1      |
| 2001-січ. 2002    | «Венеція»         | A                 | 5         | 0         | КІ                 | 0                  | 0                  | -                    | -                    | -                    | -             | -             | -             | 5      | 0      |
| Усього «Венеція»  | Усього «Венеція»  | Усього «Венеція»  | 18        | 1         |                    | 0                  | 0                  |                      | -                    | -                    |               | -             | -             | 18     | 1      |
| січ.-черв. 2002   | «Козенца»         | B                 | 14        | 0         | КІ                 | -                  | -                  | -                    | -                    | -                    | -             | -             | -             | 14     | 0      |
| Усього Cosenza    | Усього Cosenza    | Усього Cosenza    | 41        | 2         |                    | 6                  | 0                  |                      | -                    | -                    |               | -             | -             | 47     | 2      |
| 2002–03           | «Палермо»         | B                 | 35        | 5         | КІ                 | 3                  | 0                  | -                    | -                    | -                    | -             | -             | -             | 38     | 5      |
| 2003–04           | «К'єво»           | A                 | 20        | 0         | КІ                 | 1                  | 0                  | -                    | -                    | -                    | -             | -             | -             | 21     | 0      |
| 2004–05           | «Палермо»         | A                 | 23        | 0         | КІ                 | 4                  | 0                  | -                    | -                    | -                    | -             | -             | -             | 27     | 0      |
| Усього «Палермо»  | Усього «Палермо»  | Усього «Палермо»  | 58        | 5         |                    | 7                  | 0                  |                      | -                    | -                    |               | -             | -             | 65     | 5      |
| 2005–06           | «Ліворно»         | A                 | 35        | 6         | КІ                 | 3                  | 1                  | -                    | -                    | -                    | -             | -             | -             | 48     | 7      |
| 2006–07           | «Ліворно»         | A                 | 37        | 1         | КІ                 | 2                  | 0                  | КУЄФА                | 8                    | 0                    | -             | -             | -             | 47     | 1      |
| Усього «Ліворно»  | Усього «Ліворно»  | Усього «Ліворно»  | 72        | 7         |                    | 5                  | 1                  |                      | 8                    | 0                    |               |               |               | 85     | 8      |
| 2007–08           | «Парма»           | A                 | 36        | 3         | КІ                 | 1                  | 0                  | -                    | -                    | -                    | -             | -             | -             | 37     | 4      |
| 2008–09           | «Парма»           | B                 | 35        | 3         | КІ                 | 2                  | 1                  | -                    | -                    | -                    | -             | -             | -             | 37     | 4      |
| 2009–10           | «Парма»           | A                 | 31        | 1         | КІ                 | 0                  | 0                  | -                    | -                    | -                    | -             | -             | -             | 31     | 1      |
| 2010–11           | «Парма»           | A                 | 34        | 1         | КІ                 | 2                  | 0                  | -                    | -                    | -                    | -             | -             | -             | 36     | 1      |
| 2011–12           | «Парма»           | A                 | 30        | 1         | КІ                 | 1                  | 0                  | -                    | -                    | -                    | -             | -             | -             | 31     | 1      |
| 2012–13           | «Парма»           | A                 | 3         | 0         | КІ                 | 0                  | 0                  | -                    | -                    | -                    | -             | -             | -             | 3      | 0      |
| Усього «Парма»    | Усього «Парма»    | Усього «Парма»    | 169       | 9         |                    | 6                  | 1                  |                      | -                    | -                    |               | -             | -             | 175    | 10     |
| 2013–14           | «Латина»          | B                 | 33+2      | 3         | КІ                 | -                  | -                  | -                    | -                    | -                    | -             | -             | -             | 35     | 3      |
| 2014–15           | «Піза»            | LP                | 23        | 4         | КІ+CI-LP           | 3+0                | 0                  | -                    | -                    | -                    | -             | -             | -             | 26     | 4      |
| Усього за кар'єру | Усього за кар'єру | Усього за кар'єру | 490+2     | 32        |                    | 34                 | 2                  |                      | 8                    | 0                    |               | -             | -             | 534    | 34     |